# Phrurolithus nipponicus
Phrurolithus nipponicus är en spindelart som beskrevs av Kishida 1914. Phrurolithus nipponicus ingår i släktet Phrurolithus och familjen flinkspindlar. Inga underarter finns listade i Catalogue of Life.